# Stepan Ghazarian
Stepan Ghazarian (orm. Ստեփան Ղազարյան, ur. 11 stycznia 1985) – ormiański piłkarz grający na pozycji bramkarza.

## Kariera klubowa
Profesjonalną karierę rozpoczął w Bananc Erywań, w którym występował aż do lata 2013 roku. Przed rozpoczęciem sezonu 2013/2014 przeniósł się do Araratu Erywań

## Kariera reprezentacyjna
W reprezentacji Armenii zadebiutował 25 maja 2010 roku w towarzyskim meczu przeciwko Uzbekistanowi. Na boisku przebywał przez pełne 90 minut.
| Mecze i gole w reprezentacji | Mecze i gole w reprezentacji | Mecze i gole w reprezentacji | Mecze i gole w reprezentacji | Mecze i gole w reprezentacji | Mecze i gole w reprezentacji | Mecze i gole w reprezentacji |
| #                            | Data                         | Stadion                      | Rywal                        | Wynik                        | Gol                          | Rozgrywki                    |
| 2010                         | 2010                         | 2010                         | 2010                         | 2010                         | 2010                         | 2010                         |
| ---------------------------- | ---------------------------- | ---------------------------- | ---------------------------- | ---------------------------- | ---------------------------- | ---------------------------- |
| 1.                           | 25.05.2010                   | Erywań, Armenia              | Uzbekistan                   | 3:1                          | 0                            | towarzyski                   |
| 2.                           | 11.08.2010                   | Erywań, Armenia              | Iran                         | 1:3                          | 0                            | towarzyski                   |

## Sukcesy
Bananc
- Puchar Armenii: 2007